# Cataratas de Kaytitinga
Las Cataratas de Kaytitinga se encuentra en San José del Monte, Bulacan, en la isla de Luzón al norte de Filipinas. Se puede llegar al lugar a través de caminatas de 1 hora.
Kaytitinga es un atractivo turístico de la ciudad que se puede encontrar en el barangay elevado de San Isidro. Kaytitinga consiste en una caídas de tres niveles. El Barangay de San Isidro está situado en la parte más oriental de la ciudad. Se trata de un viaje a una hora de distancia de la Cámara municipal de la ciudad. El bosque en donde las caídas de agua de kaytitinga se encuentra es muy amplio y espacioso y la belleza de la naturaleza del lugar se ha conservado bien. El bosque es rico en biodiversidad, con diferentes tipos de árboles, plantas y arroyos. 